# Paul Anka
Paul Albert Anka (Ottawa, Ontario, 1941. július 30. –) amerikai–kanadai énekes, dalszövegíró és színész.
A libanoni felmenőkkel rendelkező Paul Anka a már több mint fél évszázada tartó pályafutása alatt több száz lemez készítésénél működött közre, 124 saját albummal büszkélkedhet és összesen mintegy 15 millió albumot adott el világszerte. Zenei repertoárjában mintegy 900 saját szerzemény szerepel, s mindezen teljesítményével a legnagyobb dalszerzők között tartják számon. Sok zenével foglalkozó szakember tartja őt az első „tinisztárhullám” tudatosan kreált alakjának, de az évtizedek során a kiváló üzleti érzékkel és nagyfokú kreativitással megáldott előadó méltán emelkedett a szving ünnepelt sztárjává.

## Gyermekkora
Paul Anka 1941-ben látta meg a napvilágot libanoni maronita vallású szülők gyermekeként. Szülei egy saját kis éttermet üzemeltettek Ottawában, s az így befolyó jövedelemből igyekeztek biztosítani életformájukat. Gyermekük, Paul is ebben a városban ismerkedett meg a zenével. A kis Paul egy Szent Illés nevű szír ortodox kórusban kezdett énekelni Frederick Karam vezetése alatt, majd elsajátította a zeneelmélet legalapvetőbb fortélyait és közben megtanult zongorázni.

## Zenei karrierje
Paul Anka páratlan zenei karrierje alapvetően három nagy szakaszra bontható. A világsikert számára egyértelműen az „első korszaka” hozta meg, melyben olyan dalokkal került a slágerlisták élére, mint a „Diana” és a You Are My Destiny. Paul Anka lemezeinek és zseniális dalainak ragyogása 1960-as évek közepétől az Amerikai Egyesült Államokba is betörő „Beatles-őrület” miatt kissé megkopott, s így ez a korszaka, melyet az első tinisztárhullám „kreált gyermekeként” végigturnézott, lezárult. Pályafutása második nagy szakasza az 1970-es évek közepére tehető, amikor Odia Coates társaságában négy dallal is felkerült az amerikai slágerlisták első harmadába.
Paul Anka „harmadik nagy korszaka” vagy inkább visszatérése a zenei világ élvonalába pedig napjainkra tehető, amikor is a világsztár az 1950-es évek rock and roll stílusát megelőző szving zenéhez nyúlt vissza, feldolgozva világhírű és ugyancsak zseniális rockslágereket.

### I. szakasz - A „tinibálvány”
Paul Anka páratlan pályafutása a zenetörténetben 14 évesen kezdődött el, ugyanis 1955-ben készítette el első kislemezét I Confess címmel. Ezzel a lemezzel még nem aratott osztatlan sikert, de tehetségére már ekkor felfigyeltek az éles szemű producerek. 1957-ben New York városába ment, ahol Don Costa, a ABC-Paramount Records embere vette a szárnyai alá. A nagy áttörés ezután következett be, amikor 1957-ben Anka megírta a „Diana” című dalt, melynek ihletője állítólag gyermekkori bébiszittere volt. Paul Anka azonban 2005-ben egy interjúban bevallotta, hogy a dalt egy olyan lánynak írta, akit a templomban ismert meg és nagyon megtetszett neki. A „Diana” című dal pedig hatalmas siker lett, amely Ankát rögtön a slágerlisták élére repítette, s a dal a zenetörténet 45. legtöbb bevételét eredményező dalává vált az évek során. Sokan Paul Ankát tartják az első tudatosan kreált zenei ikonnak, de lassanként tehetségével és zenéjével sikerült kiemelkednie a „tinibálvány” szerepéből.
1957-ben indult először koncertkörútra, turnézott többek között Angliában és Ausztráliában, ahol a korszak másik legendájával, a tragikus sorsú Buddy Hollyval lépett fel. A turné alatt írta meg Buddy Hollynak, aki egyben a legjobb barátjává vált, a Doesn’t Matter Any More című világslágert.
1958-ban pedig Anka tollából megszületett a zenetörténet egyik legszebb melódiája, a „You Are My Destiny”. A fiatal énekes másfél év alatt a csúcsra jutott, és sokakkal ellentétben ott is tudott maradni.

### II. szakasz - A „slágergyáros”
A világraszóló sikert követően Paul Anka még számos olyan dalt írt magának, amelyek a toplisták első felébe kerültek, de érdemes megjegyezni, hogy nemcsak saját maga számára ontotta ebben az időszakban a világslágereket. A rendkívüli tehetséggel megáldott dalszövegíró, aki körülbelül 900 dalt írt, olyan előadóknak is írt örökzöld dallamokat, mint Frank Sinatra és Tom Jones. Ennek az eredménye lett a legnagyobb Sinatra-klasszikus a „My Way”, amely 1969–1971 között az angol BBC listáján 122 hétig tartotta magát. Érdekesség, hogy Anka egy alig ismert francia melódia dallamát dolgozta fel, s tette halhatatlanná Frank Sinatra tolmácsolásában a zeneszámot. Továbbá olyan dalok születtek még Paul Anka tollából, mint a „White Christmas” és a „She's a Lady”
1962-ben megírta A leghosszabb nap című film betétdalát, amelyért Oscar-díjra jelöltek.
Filmekhez íródott zenéi közül meg kell említeni a „Lonely Boy”-t, amellyel Paul Anka még számos elismerést söpört be.
De amerikai énekes.dalszerzőként nem feledkezett meg az európai piacról sem, énekelt, németül, olaszul, spanyolul. Van közös albuma a kor olasz sztárjával Rita Pavone-val, érdekességként nem angol és olasz, hanem angolul és német nyelven.
1974-ig Paul Anka nem tudott újra a toplisták élére kerülni, csakhogy ebben az évben következett egy duett Odia Coatesszal, s a dal, a „(You're) Having My Baby” ismét a Billboard magazin listájának első helyére repítette.
Paul Anka népszerűsége az 1970-es évek második felétől lassacskán csökkent, majd az 1980-as években már alig hallani az énekesről, noha továbbra is remek dalokat írt, például egy teljes albumot a francia Mireille Mathieu-nak.

### III. szakasz - A visszatérés
Paul Anka nagy visszatérése 2005-ben jött el, amikor megjelent a Rock Swings elnevezésű albuma, amelyen az 1980-as és 1990-es évek nagy sikerű rockdalait dolgozta át teljes mértékben, a szövegen át egészen a hangzásvilágig. A hosszadalmas kutatómunka elvégzésében és a dalok kiválogatásában öt lánya is segített neki. Ennek eredménye az lett, hogy olyan slágerek kerültek fel az albumra, teljes mértékben Paul Anka-féle hamisíthatatlan szving-stílusban, mint a Bon Jovitól az „It's My Life”, Lionel Richie-től a „Hello” és az 1990-es évek rockzenéjét meghatározó Nirvana-klasszikus, a Smells Like Teen Spirit.
2007-ben ismét új albummal jelentkezett Classic Songs, My Way címmel, amelyen legnagyobb sikerdalait hangszerelte át és énekelte fel újra.
2008. augusztus 5-én, 50 éves jubileumi koncertturnéja keretében Budapesten is fellépett, ekkor járt életében először Magyarországon.

## Filmes karrier
Paul Anka számos filmben kapott kisebb-nagyobb szerepeket, de igazából nem tudott betörni a hollywoodi filmiparba.
Érdekesség azonban, hogy az egyik 2000-ben induló amerikai tévéfilmsorozatban, a Gilmore Girlsben a főszereplő a Paul Anka nevet adta a kutyájának. Ennek örömére a legenda 2006-ban az egyik epizódban fel is tűnt mellékszereplőként. Nyilvánvalóan ez a kis „reklám” jót tett az öregedő sztár renoméjának.

## Magánélete
A zenész 1963-ban feleségül vette egy libanoni diplomata lányát, Anne De Zoghebet, akinek tőle öt leánya született. A házasság 2000-ig tartott. 2005-ben a sztárnak megszületett a lányai mellé a várva várt fiúgyermeke aktuális barátnőjétől, Anna Yeagertől, akivel jelenleg is boldog párkapcsolatban él.
1990-ben megkapta az amerikai állampolgárságot.

## Díjai
- 1962 – „Longest day” című daláért Oscar-díjra jelölték.
- 1984 – Csillagot kapott a Hollywoodi Hírességek sétányán.
- 1993 – Beválasztották a „Hall of Fame”-be.
- 1991 – Megkapta a francia kormánytól a Művészetek és irodalom lovagja díjat.
- 2002 – Kanadában, Ottawában április 27-ét kinevezték Paul Anka Napnak.
- 2002 – A turizmus tiszteletbeli nagykövetévé választották Kanadában.
- 2005 – Csillagot kapott a Kanadai Hírességek sétányán (Canada's Walk of Fame)
- 2005 – Megkapta Kanada legmagasabb polgári elismerését, a Kanada Rend (Order of Canada) kitüntetését

## Legjelentősebb albumai
- Diana (1957)
- Crazy Love (1958)
- You Are My Destiny (1958)
- It's Time to Cry (1959)
- Lonely Boy (1959)
- I Miss You So (1959)
- (All of A Sudden) My Heart Sings (1959)
- Put Your Head on My Shoulder (1959)
- Puppy Love (1960)
- Tonight My Love, Tonight (1961)
- Eso Beso (That Kiss) (1962)
- Do I Love You (1972)
- (You're) Having My Baby (1974) – Duett Odia Coatesszel
- I Don't Like to Sleep Alone (1974) – Duett Odia Coatesszel
- One Man Woman/One Woman Man (1974) – Duett Odia Coatesszel
- Times of Your Life (1975)
- Feelings (1975)
- The Painter (1977)
- The Music Man (1977)
- Walk a Fine Line (1983)
- It's Hard to Say Goodbye (1986) – Duett Regine Velasquezzel
- Somebody Loves You (1989)
- It's Hard to Say Goodbye (1998) – Duett Céline Dionnal
- Rock Swings # 9 UK (2005)
- Classic Songs, My Way (2007)

## Filmszerepei
- 3,000 Miles to Graceland (2001)
- Pit Boss – Mad Dog Time (1996)
- Danny Marks – Ordinary Magic (1993)
- Joey Dean – Captain Ron (1992)
- Donaldson – The Longest Day (1962)
- U.S. Army Ranger – Girls Town (1959)
- Jimmy Parlow – The Celebrity Parades For United Cerebral Palsy Telethons (1951)

Szívek szállodája (6. évad 2006) mellékszereplő